# 施桂蘭
施桂蘭（英語：Gladys Siebert，1936年—1989年11月），美國護理師，長期以麻醉技術奉獻於臺灣花蓮縣門諾醫院，去世後得到第七屆醫療奉獻獎。

## 生平
1936年，施桂蘭生於美國內布拉斯加州農村。她自小從各種報章雜誌上看到印度生活落後、醫療不足的困苦，就以到落後地區服務為心願，後讀伯特利教區醫院護理學校、伯特利學院護理系。在取得護理學士及教育碩士後，1964年門諾會海外宣道會派到臺灣服務。為此，施桂蘭與外科醫師男友分手，從此終生未嫁，啟航時，父親一路送她到舊金山港口。
施桂蘭到門諾報到後，才知道東臺灣比印度進步沒多少，當時院長薄柔纜每天忙得為肺結核病患開刀，但東臺灣沒有沒有一個合格的麻醉醫師或護士，醫護人員全憑經驗做事，有時劑量不足，病患在開刀中痛醒，也要人高馬大的外國醫師撲在健壯的原住民病患身上壓制病患。
1960年代的臺灣，麻醉師很少，如紀歐惠是全島第三位麻醉科醫師。
在薄柔纜鼓勵下，施桂蘭返美再接受麻醉訓練。她曾到底特律研習胸腔麻醉，在1966年她是東臺灣唯一有執照的麻醉師。她還用父親給的嫁妝，自費買了兩部麻醉機充實門諾醫院的設備。
門諾護理督導賴瑞妹回憶，施桂蘭為了平撫病患情緒，會把臉貼近病患耳邊，輕哼歌聲或吹著口哨，讓病患安然入睡，等下刀後，別醫護人員都休息去了，施桂蘭還是陪在病患身旁，直到他們甦醒過來，有時，手術不免失敗，她會反覆檢討失敗的原因。她對社會公益也很熱心，會義務到光復糖廠擔任英文教師、到溪口國小教主日學、到花蓮黎明啟智中心擔任義工。
施桂蘭常告訴同事：「自己絕不是天上巨鷹，只是大樹邊護衛巢卵的麻雀；也不是可以照亮大地的熊熊火炬，而是一點可以照亮小路的小燭光。」
1989年6月，施桂蘭因罹患乳癌返回美國治療時，將新台幣二十五萬元捐給門諾醫院臨床教牧關顧基金，以培養臨床關懷人員。該年11月，她於故鄉病逝。院長黃勝雄依其遺願，把她再贈一百五十萬元作為醫院擴建經費。門諾醫院並將一間禮拜室以施桂蘭命名。

## 身後
1997年3月27日，第七屆醫療奉獻獎評審公布，有王金河醫師、江昭妹助產士、施桂蘭護士、洪淑惠護士、方懷正副主教、饒培德修女、林鄧璐德護士、傅德蘭醫師、莊宏達醫師、譚凱莉護士、畢嘉士醫師等得獎人。
1998年11月30日，台東基督教醫院院長呂信雄在對國防醫學院師生演講時，說他有幸在出過薄柔纜、魏海蓮、馬素珊、艾可諾、施桂蘭、蘇輔道、譚維道、龍樂德、德樂詩等醫療奉獻獎得主的花蓮門諾、台東基督教醫院服務，他除了欽服，也因而改變了自己的人生選擇。